# Scandalo delle erme

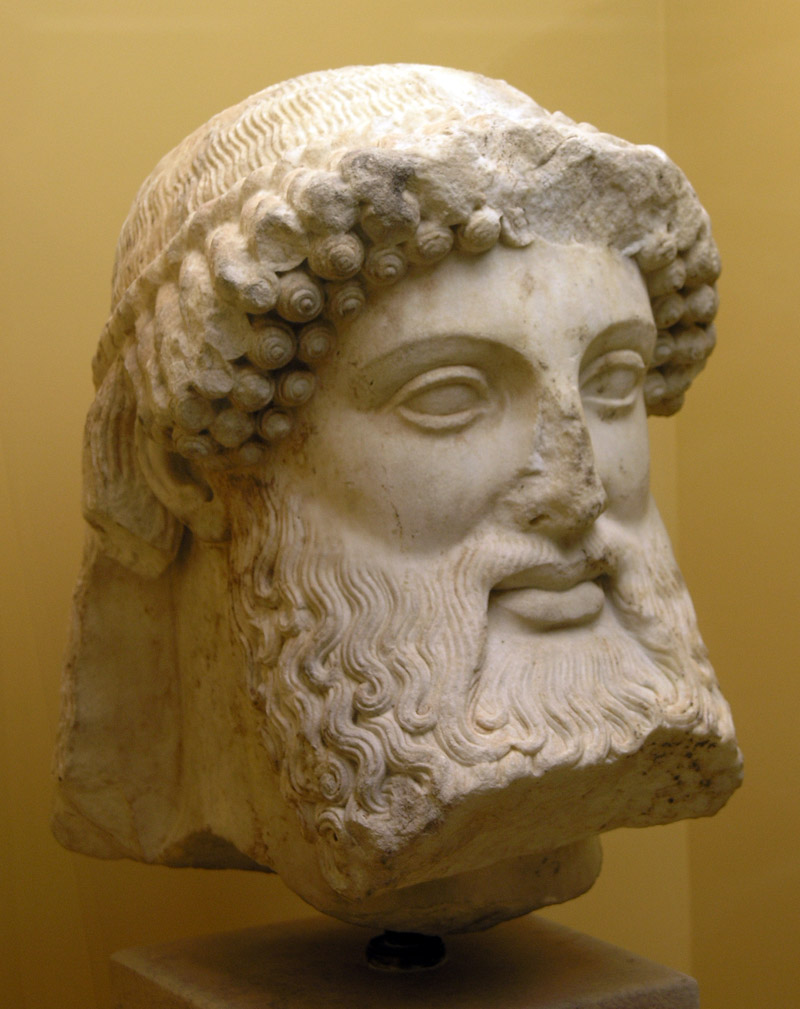
Testa di erma conservata presso il museo dell'Agorà dell'antica Atene

Lo scandalo delle erme (o mutilazione delle erme o scandalo degli ermocopidi) fu un evento misterioso verificatosi ad Atene in una notte di targelione del 415 a.C., durante la guerra del Peloponneso (431-404 a.C.).
Il giorno prima della partenza del corpo di spedizione inviato in Sicilia, per la quale erano stati scelti come comandanti Alcibiade e Nicia, furono mutilate le erme, delle teste scolpite su pilastrini quadrangolari, sui quali a volte erano rappresentati anche i genitali maschili.
Le fonti antiche che trattano dell'accaduto sono Tucidide nella sua Guerra del Peloponneso, Andocide in Sui misteri, Cornelio Nepote  in De viris illustribus, Diodoro Siculo nella Bibliotheca historica e Plutarco nella Vita di Alcibiade.

## Fonti antiche

### Andocide
Sullo scandalo delle erme si ricevono informazioni anche dalle opere Sui misteri e Sul suo ritorno di Andocide, in cui sono presenti varie ammissioni dai diversi colpevoli, giovani ubriachi, incolpati anche della profanazione dei misteri eleusini, cioè di averli rivelati. Poche restano, considerate anche le rivelazioni di Andocide, le certezze su chi avesse commesso il sacrilegio. Potrebbe essere stato organizzato dagli aristocratici, ma anche l'ala dei democratici radicali con Androcle. Potrebbe esserci stato anche l'appoggio di alcuni georgoi (dal greco antico γεοργέω, «lavoro») gli insofferenti della democrazia diretta che non intendevano partecipare alle assemblee.

### Tucidide

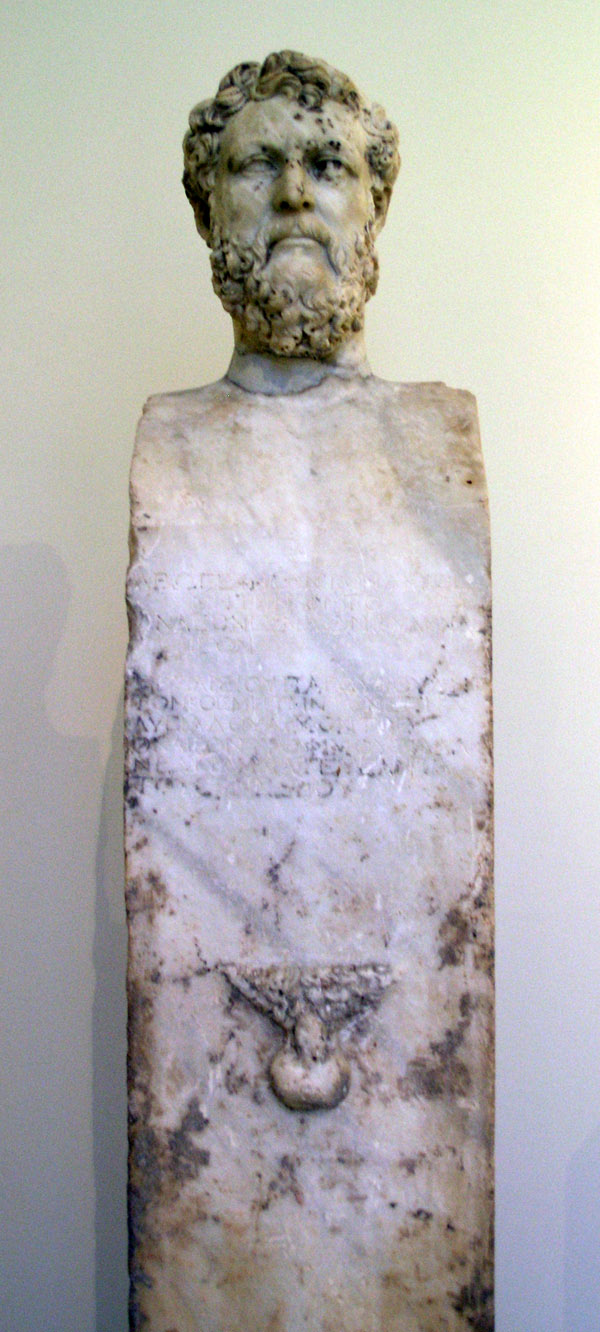
Un altro tipo di erma, proveniente da Atene, II secolo a.C.

Secondo Tucidide le erme della città furono in gran parte mutilate al volto la notte prima della partenza della spedizione in Sicilia. I colpevoli furono ricercati a spese pubbliche e si offrirono grandi ricompense a chiunque avesse fatto i nomi dei responsabili, fosse cittadino, straniero o schiavo. Un sacrilegio di tale entità apparve non solo come un empio atto di sfida alla religione tradizionale, ma soprattutto come un presagio infausto per la spedizione che stava per partire; secondo Tucidide però fu data importanza eccessiva al fatto.
Alcuni meteci e schiavi parlarono di precedenti mutilazioni di statue e di parodie dei misteri eleusini compiute nelle loro case tra scherzi e vino da alcuni giovani, tra i quali fu fatto il nome di Alcibiade; i suoi oppositori politici utilizzarono queste accuse per affermare che Alcibiade tramite queste mutilazioni e le parodie dei misteri tentava di abbattere la democrazia.
Alcibiade avrebbe voluto essere processato prima di partire: se non fosse stato condannato avrebbe ripreso il comando della spedizione, altrimenti diceva che potevano anche ucciderlo. I suoi oppositori, temendo però che in sua presenza l'esercito e il popolo gli fossero favorevoli, mentre in sua assenza avrebbero avuto buon gioco ad ingigantire l'accusa, riuscirono ad ottenere che partisse al comando della spedizione, come prestabilito, per poi essere giudicato al suo ritorno.
La spedizione partì a metà estate, comandata come previsto da Alcibiade, Nicia e Lamaco. Mentre era in viaggio, però, ad Atene gli oppositori di Alcibiade avevano continuato le indagini, dando ascolto a persone disoneste e incarcerando cittadini onestissimi; in quei tempi infatti il popolo temeva che qualunque atto potesse essere parte di una congiura oligarchica e tirannica, quindi i popolari continuavano ogni giorno  accusare persone notabili e stimabili, finché un giorno uno tra coloro che sembravano più colpevoli fu persuaso da un compagno di prigionia (questi, per porre fine al clima di sospetto che avvolgeva la città, gli consigliò, anche se non aveva fatto nulla, di mettersi in salvo confessando con la sicurezza dell'impunità piuttosto che sottoporsi ad un processo) a fare una delazione, che non è stato mai accertato se fosse vera o falsa. In seguito a questa confessione il popolo liberò lui, dato che gli aveva promesso l'impunità, e coloro che non erano stati da lui nominati, poi diede la caccia a quelli che aveva denunciato e uccise coloro che furono presi, mentre condannò a morte in contumacia quelli che erano assenti e pose una taglia sulle loro teste. Per quanto riguarda Alcibiade, il fatto che avesse parodiato i misteri e altre coincidenze a lui sfavorevoli contribuirono ad aizzargli contro il popolo che, volendo processarlo e condannarlo a morte, mandò in Sicilia la Salaminia affinché riportasse ad Atene lui e gli altri soldati accusati; Alcibiade, però, fuggì a Thurii, e di lì a Sparta, mentre gli Ateniesi per questo lo condannarono a morte in contumacia.

### Diodoro
Secondo Diodoro le erme della città furono tutte mutilate la notte prima della partenza della spedizione in Sicilia. Gli Ateniesi capirono che erano stati non uomini comuni, ma cittadini importanti, che si pensava mirassero a rovesciare la democrazia, quindi offrirono grandi ricompense a chi avesse fatto i nomi dei responsabili e per questi ultimi istituirono pene molto severe.
Un privato affermò di aver visto entrare nella casa di un meteco alcune persone fra cui Alcibiade, che sosteneva di aver riconosciuto grazie ad un raggio di luna; quest'uomo, però, si contraddiceva da solo, per cui non gli fu dato ascolto, e con le indagini non furono scoperti indizi.
La spedizione partì comunque, comandata come previsto da Alcibiade, Nicia e Lamaco. Durante il viaggio, però, coloro che ad Atene odiavano Alcibiade lo accusarono con delle orazioni di cospirare contro la democrazia e la gente, credendoci, mandò in Sicilia la Salaminia affinché riportasse ad Atene per il processo Alcibiade; quest'ultimo, però, fuggì a Thurii, e di lì a Sparta, mentre gli Ateniesi per questo lo condannarono a morte in contumacia.

### Plutarco
Secondo Plutarco le erme della città furono in gran parte mutilate al volto e alle forme la notte prima della partenza della spedizione in Sicilia. Il popolo allora, ignorando coloro che non davano importanza al fatto, pensò che fosse il segno di una congiura audace e pericolosa; l'assemblea quindi si riunì più volte in pochi giorni.
Il leader popolare Androcle fece in modo che vari stranieri e schiavi accusassero Alcibiade e i suoi amici di aver mutilato altre immagini sacre e di aver fatto delle parodie dei misteri eleusini in un banchetto dove s'erano ubriacati, aggiungendo che Alcibiade era l'alto sacerdote e facendo i nomi degli altri che avevano partecipato; Tessalo, figlio di Cimone, accusò Alcibiade davanti all'ecclesia di empietà nei confronti dei misteri eleusini. Androcle, allora, continuò ad incitare il popolo contro Alcibiade, suo nemico mortale.
Alcibiade insisté per farsi processare subito, ma i suoi oppositori, temendo che il popolo fosse indulgente perché aveva bisogno di lui, convinsero alcuni oratori a parlare all'ecclesia affinché partisse al comando della spedizione, come prestabilito, per poi essere giudicato al suo ritorno. Alcibiade si dichiarò contrario: affermò che se non fosse stato condannato avrebbe ripreso il comando della spedizione, altrimenti diceva che potevano anche ucciderlo.
Alla fine però gli fu ordinato di partire, come previsto, assieme a Nicia e Lamaco. Nel frattempo, però, ad Atene i suoi oppositori dichiararono che le mutilazioni delle erme e le parodie dei misteri erano parte di un progetto per abbattere il governo e mandarono in prigione, senza processo, tutte le persone sospettate, riuscendo a far pentire il popolo di non aver processato subito Alcibiade. Alla fine degli accusatori, Dioclide e Teucro, fecero dei nomi, ma quando affermarono che avevano riconosciuto al chiaro di luna i volti di coloro che accusavano si contraddissero da soli, quindi non furono creduti. Nonostante ciò il popolo proseguì le indagini, continuando a mandare persone in prigione.

## Lo scandalo nella critica moderna
Lo storico Domenico Musti sostiene che lo stesso Nicia abbia avuto a che fare con lo scandalo delle Erme, caricato dalla speranza di poter assumere una posizione di rilevanza nella strategia della spedizione, cosa che non era possibile quando in campo era presente ancora Alcibiade. Al contrario, come sostiene lo storico Donald Kagan, lo scandalo delle Erme era probabilmente proprio diretto contro Nicia, teso a creare, a ridosso della partenza della spedizione, inutili preoccupazioni essendo risaputo che egli era molto sensibile ai responsi degli indovini.
In ogni caso lo scandalo delle Erme è passato alla storia, se non come un tentativo di abbattere la democrazia, quantomeno come un tentativo di sabotaggio alla spedizione eccitando il «torbido aspetto religioso-emozionale» periodicamente affiorante nella società greco-antica.
Resta comunque importante notare che se da una parte la democrazia, o meglio la sua espressione politica nell'ecclesía, aveva sostenuto l'iniziativa di Alcibiade, dall'altra la stessa democrazia si era opposta, o per lo meno si era in parte ricreduta, in merito all'opportunità della spedizione in Sicilia. Sarebbe tuttavia sbagliato pensare che tutto il popolo fosse contrario ad Alcibiade, dato che godeva di un ampio sostegno popolare. I conflitti politici interni, alla partenza della spedizione già latenti, verranno alla luce dopo la rovinosa sconfitta degli Ateniesi, cui seguirà un colpo di Stato oligarchico del 411 a.C. e la conseguente perdita, in meno di un secolo, del prestigio che il modello democratico era riuscito a raggiungere.

## Conseguenze
Come ricavato dalle fonti antiche sopra citate, la spedizione partì comunque per la Sicilia comandata come previsto da Alcibiade, Nicia e Lamaco, ma dopo un anno, durante il quale l'esercito ateniese si era limitato a fortificare la propria base a Catania, ad Atene si ritenne di aver raccolto prove e testimonianze a sufficienza perché Alcibiade venisse incriminato: il comandante venne raggiunto dalla trireme di Stato ateniese, la Salaminia, per essere scortato nel viaggio di ritorno in patria; nel corso della traversata, però, Alcibiade approfittò di un momento di disattenzione (causato forse dalle condizioni del mare) per allontanarsi con la sua nave e, dopo essere fuggito a Thurii, sbarcò nel Peloponneso, dove chiese ospitalità ai nemici di Atene, gli Spartani, che di fronte a una diserzione così eccellente non poterono rifiutare.
Nonostante la celebrazione del processo (399 a.C.), che vedeva imputati Andocide e Alcibiade (che però era stato assassinato nel 404 a.C.), poco o niente è emerso circa la verità dei fatti di quella notte: da alcune rivelazioni fatte nell'orazione difensiva di Andocide parrebbe di poter intuire che dietro a quella che poteva sembrare un'empia bravata si nascondesse davvero un disegno sovversivo.